# Juan Bravo Lagunas
Juan Bravo Lagunas, OSA (falecido a 20 de novembro de 1634), também Juan Bravo de Lagunas, foi um prelado católico romano que serviu como bispo de Ugento de 1616 a 1627.

## Biografia
Juan Bravo Lagunas nasceu em Sevilha e foi ordenado sacerdote na Ordem de Santo Agostinho. Em 11 de janeiro de 1616, foi nomeado bispo de Ugento pelo Papa Paulo V. Recebeu a ordenação episcopal em 17 de janeiro de 1616, pelo Cardeal Pietro Aldobrandini, tendo como principais co-consagradores Dom Orazio Mattei, bispo de Gerace, e Angelo Rocca, bispo titular de Tagaste. Serviu como bispo de Ugento até sua renúncia em 1627.

## Sucessão episcopal
Enquanto bispo, ele serviu como consagrador principal de:
- Gregório de Alarcón, Bispo de Santiago de Cuba (1624);
- Bernardino de Almansa Carrión, Arcebispo de Santo Domingo (1629);

e co-consagrador principal de:
- Juan de la Torre Ayala (1622);
- Agustín Antolínez (1623);
- Melchor Moscoso Sandoval (1624);
- Gregorio Pedrosa Cásares (1624);
- Juan Roco Campofrío (1625);
- Miguel Ayala (1625);
- Gutiérrez Bernardo de Quirós (1626);
- Juan Pereda Gudiel (1627);
- Cristóbal de la Cámara y Murga (1628);
- Domingo Pimentel Zúñiga (1631);
- Juan Barahona Zapata del Águila (1632);
- Martín Carrillo Alderete (1633);
- Marcos Ramírez de Prado y Ovando (1633);
- Antonio Valdés Herrera (1634); e
- Luis García Rodríguez (1634).